# 堪芭拉鳄属
堪芭拉鳄属（学名：Kambara)是鳄目鱷科馬氏鱷亞科動物的一個属，生活在今日的澳洲，現已滅絕。化石紀錄顯示牠們最初於始新世時今日澳洲出現，並一直生存至漸新世。
在大約4.8千萬年前的第三紀，本屬物種遺骸的化石在澳大利亞發現。近年亦有在白垩纪地層出現的化石，比原來的年期要遠兩倍，但仍有待研究確認。堪芭拉鳄属是馬氏鱷亞科各屬物種當中年代最久遠、多樣性最高的一個分類單元。本屬的學名源自原住民對「鱷魚」的稱呼。

## 物種
- †K. murgonensis Willis et al., 1993 (模式種)
- †K. implexidens Salisbury & Willis, 1996
- †K. molnari Holt et al., 2005[2]
- †K. taraina Buchanan, 2009[1]

## 外部連結
- .   [2019-01-29]. （原始内容存档于2011-11-28） （英语）.